# 基達爾
基達爾（法語：Kidal）為馬利基達爾區的城市，為基達爾區首府，位於馬利東北部、伊福拉斯山脈南側。距西南方的加奧285公里，以稱為「直線」的342公里長無舖面道路與之連接。居民以游牧民族圖瓦雷克族為主。
2013年初，法國軍隊擊敗伊斯蘭激進武裝後，阿扎瓦德民族解放运动趁機控制了基達爾。